# 홍우원
홍우원(洪宇遠, 1605년 7월 29일 ∼ 1687년 7월 27일)은 조선시대 후기의 문신, 학자이며 남인 중진이었다. 소현세자의 비 민회빈 강씨의 사면 복권을 주장했고, 제1차 예송 논쟁과 제2차 예송 논쟁 당시 윤선도, 허목, 윤휴의 참최복과 기년복 설 주장에 동조하였다. 만전당 홍가신의 손자이고, 홍경신은 종조부이며, 홍시주는 9촌 조카가 된다.
남인 중진으로 당색을 초월하여 서인 김육의 대동법에 적극 지지를 보냈으며, 소현세자의 아들 석철의 석방을 탄원하였고, 민회빈 강씨의 억울함을 상소하다 장살당한 김홍욱의 사면, 복권 여론을 주도하다가 파면당하기도 했다. 이후 당색을 넘어 송시열 등의 소현세자 일가 복권 운동에 동참하였다. 1660년 제1차 예송 논쟁 때에는 송시열, 송준길의 기년복에 반대하였으며, 1663년 윤선도가 상소를 올렸다가 유배되자, 여러 번 윤선도를 옹호하다가 파직, 금고당하기도 했다.
1669년 강원도 고성군수로 나가 치적을 쌓았고 1672년 그가 사직하자 강원도관찰사 안진이 다시 상소를 올려 특별히 고성군수에 재임명되었다. 이후 제2차 예송으로 남인이 집권하자 승지, 부제학, 이조참의, 대사헌, 공조참판 등을 거쳐 이조판서가 되었다. 1676년(숙종 2) 대사성, 예조판서, 지중추부사 등을 역임했다. 허견의 옥사에 같은 남인 당원이라는 이유로 연루되어 유배되었다가 유배지에서 병을 얻어 죽었다. 1689년 기사환국(己巳換局)으로 신원(伸寃)되고 1690년 의정부영의정에 추증되었다. 본관은 남양(南陽)으로 자는 군징(君徵), 호는 남파(南坡)이다. 시호는 문간(文簡)이다.

## 생애

### 생애 초반

#### 출생과 소년기
남양 홍씨이며 토홍이다. 남파 홍우원은 1605년 7월 29일 안성군 소촌면 소현리(蘇峴里, 현. 대덕면 소현리)에서 태어났다. 중종 때의 재상으로 부자 영의정이었던 홍언필과 홍섬의 후손으로, 증조부는 장원서장원을 지내고 사후 증 이조참판과 증 이조판서에 추증되었다가 증 의정부영의정 익녕부원군(益寧府院君)에 거듭 추증된 홍온(洪昷)이고, 할아버지는 형조판서를 지낸 홍가신(洪可臣)으로, 학행으로 벼슬에 나와 홍주 목사로 재직 중 이몽학의 난을 평정하여 청난공신(淸難功臣)에 책훈되고 영원군(寧原君)에 봉해졌으며, 형조판서로 치사하고 사후 의정부우의정 영원부원군에 증직되었다. 아버지는 한성부 서윤을 지내고 사후 증 이조판서(吏曹判書)에 추증된 홍영(洪榮)이고, 어머니는 양천허씨로 허성(許筬)의 딸이며 허엽의 손녀이다. 홍길동전의 저자 교산 허균은 어머니 양천허씨의 배다른 삼촌이 된다. 형은 태백오현중 하나인 학자 두곡 홍우정이며 동생은 청백리에 오른 홍우량이다.
그밖에 홍경신은 그의 종조부였고, 무관으로 활동한 홍시주는 9촌 조카뻘이 되는 친척이었다. 홍시주는 그의 시대로부터 두 세대 뒤에 실학자인 유득공의 외증조부이자 시인인 이옥의 외증조부가 된다. 그의 집안은 당색으로는 남인이었다.
그는 어려서부터 성격이 단정하고 중후하여 장난치는 것을 좋아하지 않았다 한다. 10세에 이미 문예가 이루어져 명성이 드러났다. 소년 시절 광해군의 인목대비 폐모론과 임해군, 영창대군 처형을 패륜, 부도덕으로 규정하여 관직에 나가지 않았고, 허목, 윤선도, 송시열 등과 두루 교류하며 학문을 연마하였다.

#### 청년기
1622년(광해군 14년) 집안의 권고로 감시(監試)에 응시하여 합격하였다. 그 뒤 1623년 인조 반정이 벌어졌으나 그는 관직에 나가지 않았다.
1624년(인조 2년) 5월 아버지의 상을 당하였고, 1627년(인조 5년) 정묘호란이 터지자 모친과 가족들을 데리고 충청북도 괴산에 피신해 있다가 1628년 4월 안성으로 되돌아왔다. 1630년 다시 감시에 응시하여 합격하였고, 1636년 병자호란 때는 형인 두곡 홍우정(杜谷 洪宇定)을 따라 모친과 함께 봉화 문수산(文殊山) 아래로 피신하였으며 피신 중에도 글을 읽었다. 1642년 다시 안성으로 되돌아왔다.
이후 관직에 뜻을 두지 않고 있다가 과거에 응시하라는 가족들과 친지들의 권고로 1645년(인조 23) 왕세자의 세자책봉을 축하하는 별시문과(別試文科)에 응시하여 병과로 급제하였다. 이후 권지를 거쳐 시강원 설서(侍講院說書)가 되었다. 1645년 강빈 옥사에 연루, 체포되어 삭직 당하였으나 곧 복관되었다. 1646년 승문원부정자가 되었다. 정자, 저작을 거쳐 승정원 주서 등을 지냈다.

### 강빈 복권 여론
1646년(인조 24년) 강빈(姜嬪, 소현세자빈)의 옥사(獄事)를 동정한 그는 강빈 옥사 때 유배된 소현세자의 세 아들을 풀어 주고 강빈의 옥사도 날조된 것이니 이를 신원(伸寃)해야 된다고 주장했다가 인조의 진노를 사서 좌천당했다. 그해 7월 정자, 9월 저작, 10월 봉상시봉사, 11월 승문원박사로 승진하고 봉상시직장을 겸했다. 그해 12월 승문원주서 겸 춘추관 기사관이 되었다.
1647년(인조 25년) 2월 세자시강원설서를 거쳐 그해 5월 천거되어 예문관검열이 되고, 주서(注書)·정자(正字)를 지내고, 검열, 예문관봉교, 예문관대교, 성균관 전적 등을 역임했다. 1648년 승정원주서, 예문관대교, 예문관 봉교가 되었다. 그해 봉교로 태백산 사고와 오대산 사고를 살피고 돌아왔으며, 그 해 12월 성균관전적이 되었다. 1649년(인조 27) 병조 정랑이 되었으며 이후 사간원정언을 거쳐 춘추관 기사관을 겸하고, 다시 병조좌랑이 되었다. 1651년(효종 2) 외직으로 나가기를 청하여 예안현감(禮安縣監)이 되어 시폐(時弊)를 논하는 장문의 소를 올렸다. 예안현감 재직 중 송사를 잘 다스렸으며 상소를 올려 민전(民田)의 세금을 감면시켜주었다. 1652년(효종 3)에 모친상을 당하여 사직, 형이 살고 있는 문수에서 빈소를 지키고 3년상을 마쳤다.
1654년(효종 5년) 3년상을 마치고 홍문관부수찬(副修撰)이 되었으며 경연에 참여하였다. 1654년 6월 17일 부수찬으로 재직 중 그는 소현세자의 석철의 석방을 주장하는 상소를 올렸다. 이어 강빈 옥사도 날조된 것이니 이를 신원, 복권시켜 주어야 한다고 주장하였고, 조야의 여론이 강빈의 신원을 찬동하게 되었다. 효종은 이를 받아들이지는 않았으나 "사람들이 말하기 어려워하는 말을 그대가 능히 말하니 진실로 가상하다. 유념하도록 하겠다."라고 하여 그 상소를 문제삼는 의견을 물리치고 특별하게 해를 입히지 않았다.
그러나 그해 7월 서인인 황해도 관찰사 김홍욱(金弘郁)이 소현세자빈 강씨의 옥사가 허위이며 복권을 주청하는 상소를 올렸다가 장살(杖殺)당했다. 1654년말 홍우원은 홍문관수찬이 되었는데, 이때 그는 당색을 초월하여 김홍욱의 사면, 복권 여론을 주도한다. 소현세자의 빈 강빈(姜嬪) 옥사는 허위임을 다시 직언하다 장살당한 김홍욱의 신원(伸寃)과 복권을 상소했다가 파직당하였다.
1656년(효종 7년) 성균관전적에 제수되었다가 북청판관(北靑判官)으로 부임하였다. 1657년 내직으로 돌아와 성균관직강이 되었다. 1658년(효종 9년) 병조정랑에 임명되었다.

### 관료 생활과 정치 활동

#### 1차 예송 논쟁
1659년(효종 10년) 예조정랑, 다시 병조정랑이 되었다. 여름에 현종 즉위 직후 홍문관수찬에 임명되었으나 사직하여 체차되었다. 1659년(현종 즉위) 홍문관부수찬에 임명되었다가, 수찬이 되었다. 그해 말 공주목사(公州牧使)로 나갔으나 1660년 초 사직하고 낙향했다. 
1660년(현종 1) 효종 사후 상복을 놓고 효종을 차남으로 간주하고 기년설(朞年說, 1년복)을 주장한 송시열, 송준길의 설을 잘못이라고 비판했다. 바로 사수찬겸부소회소(辭修撰兼附所懷疏)를 올려 송시열, 송준길의 예론(禮論)을 논박했다가 파직, 곧 복직되어 공주 목사(公州牧使)로 나갔다가 다시 의정부사인(舍人)에 제수되었지만 사직하였다. 그해 윤선도(尹善道)가 송시열의 예론을 비판하는 상소를 계속 올렸다. 그 중 송시열이 효종의 정통성을 부정한다는 상소를 올려 파란을 불러왔다. 윤선도가 송시열을 비판한 근거로는 송시열의 체이부정 주장과 서인이 당론으로 소현세자와 민회빈 강씨, 김홍욱 복권운동을 벌이는 점을 근거로 송시열이 효종의 정통성을 부정한다는 근거로 삼았다. 홍우원은 윤선도에게 김홍욱을 변호하며 의리를 지키다가 순절한 선비를 엮지 말라고 지적하였다.
1662년(현종 3년) 의정부사인, 사헌부장령을 거쳐, 1663년 다시 사헌부 장령에 임명되었다가 다시 홍문관수찬이 되어 자의왕후 조씨(慈懿王后 趙氏)의 복상문제로 윤선도가 유배되자 그의 석방을 주장하였으나 거절당했다. 그 뒤 탄옹 권시가 윤선도의 석방을 요청했다가 심한 탄핵을 받고 파직되자, 홍우원은 소를 올려 권시에게는 잘못이 없으며, 권시의 복권과 윤선도의 석방을 적극 주장하다 파직당하였다. 그는 윤선도의 말이 비록 과격하였으나 그 종통(宗統)과 적통(嫡統)에 대한 설은 분명하여 바꿀 수 없는 것이며 또 선왕의 사부(師傅)이니 마땅히 방환하는 은혜를 내려야 한다 하였으나 오히려 역으로 공격당하고 파직되었다.

#### 1차 예송 이후
1663년 홍문관 교리가 되자 또다시 윤선도의 석방을 상소하여 종통, 적통의 주장을 하며 윤선도를 너그럽게 풀어달라고 청하니, 현종은 홍우원을 금고에 처하였다. 이후 그는 학자의 주장을 취하지 않으면 그만이지 처벌할 필요는 없다며 서인들을 규탄했다가 서인들로부터 다시 역공격을 당하였다. 김홍욱은 효종말년에 복권되었는데, 이후 그는 다른 서인들과 함께 김홍욱에게 표창을 청할 것을 상소하기도 했다. 그러나 서인들은 그가 윤선도를 두둔하는 상소를 올렸던 점을 문제삼아 그의 김홍욱 포상 주장 참여의 진정성을 의심한다.
1669년(현종 10) 4월 통례원상례(通禮院相禮)를 거쳐 그해 7월 강원도 고성 군수(固城郡守)로 나갔다. 고성군수로 있을 때 동해빈민(東海濱民)의 세금 감면과 가난과 기근을 이유로 곤폐해소(困弊解消)를 제거해 달라는 상소를 올려 왕이 받아들여 세금을 줄였다. 고성군수 재직 시 치적을 쌓고 선정을 베풀어 선정비가 세워졌다. 1672년 10월 노환을 이유로 사직하고 고향으로 내려와 칩거하였다. 1673년 강원도관찰사 안진(安縝)의 청으로 다시 고성군수로 복직하였다.
1674년(현종 15년) 임기를 마치고 체직되어 돌아왔다. 그해 8월에 현종이 갑자기 사망하고 숙종이 즉위한 뒤, 숙종이 바로 부교리로 임명하여 불렀는데, 상소하여 사직을 청하였다.

#### 2차 예송 전후
1674년(숙종 원년) 현종 말년 2차 예송 논쟁(禮訟論爭)에서 승리한 남인이 집권하자 응교로 복직되고, 공주목사(公州牧使)로 나갔다. 이어서 현종이 죽고 숙종이 즉위하자 당상관으로 승진하여 동부승지(同副承旨)·부제학 겸 대사성(副提學兼大司成), 이조참의 등을 거쳐 가선대부로 승진 1675(숙종 1)에 고성 군수가 되었다가 1675년 2월 동지중추부사(同知中樞府事)가 되었다. 이후 사헌부대사헌, 공조참판, 예문관 제학(藝文館提學) 등을 거쳐 자헌대부로 승진하여 이조판서가 되었다.
이어 허목 윤휴 등과 함께 동인(東人) 이발(李潑)의 죄를 감해 주자는 상소를 올렸으나 도승지 민종도(閔宗道)가 반대상소 올려 무산시켰다. 이에 민종도의 반대상소를 반박하는 변민종도소척소(辨閔宗道疏斥疏)를 올렸다. 이어 송준길의 추탈을 청하는 청추탈송준길계(請追奪宋浚吉啓)를 올려 송시열이 귀양갔을 때 송준길(宋浚吉)도 함께 처벌해야 한다고 상소하였으나 거절당했다. 그는 송준길의 추탈을 청하는 상소를 세 차례에 걸쳐 올렸고 결국 송준길은 삭탈관작을 당하였다.

### 생애 후반

#### 개혁 정책
1676년(숙종 2) 의정부우참찬, 행성균관대사성이 되었으며, 상소하여 학문에 힘쓰고 욕심을 절제하라는 경계를 올렸고, 숙종으로부터 내구마(內廐馬)를 하사받았다. 그해 다시 예조판서·지중추부사 등을 지냈다. 이듬해 우참찬이 되어 흉년임을 들어 대동미(大同米) 조세를 감량할 것, 납물교생(納物校生)의 면역(免役)을 중지할 것, 납속자(納粟子)에 대한 불신을 없앨 것 등을 진언하여 성사시켰다. 이어서 강화유수·이조판서를 역임하고 1677년(숙종 3) 외직으로 나가기를 구하여 강도유수(江都留守)가 되었다가 다시 이조판서를 거쳐 실록을 찬수한 공로로 숭정대부(崇政大夫)의 자급에 오르고 얼마 뒤에 다시 이조판서에 임명되었다가 상소하여 사직하였으나 허락받지 못하여 마침내 직무에 나아갔다. 이후 좌참찬(左參贊)이 되고, 1678년 공조판서가 되었다.
1678년 봄 세 번이나 사직상소를 올려 체직되기를 청하였으나 숙종이 허락하지 않았다. 공조판서로 재직 중 윤휴 등과 함께 백골징포와 황구첨정의 부당함을 간하여 군포 납부의 폐단을 시정하였고, 이어 각 아문(衙門)의 둔전을 혁파하고 훈련도감·총융청·수어청·어영청 등 4군영문의 재정은 은포(銀布)로 징수할 것을 주장하였다.
그는 허목, 윤휴(尹鑴), 권대운(權大運), 이원정, 이봉징, 이서우 등과 함께 남인 강경파인 청남(淸南)을 형성하여 서인과 철저한 대립관계에 있었고, 허적(許積)·민희(閔熙) 등 남인내 온건파인 탁남(濁南)과도 대립했다. 그는 남인임에도 허적, 허목 등과 서인 김육의 대동법의 취지를 이해하여 당색으로 초월하여 적극적인 지지를 보냈다. 또한 서인 김홍욱, 송시열 등이 주도한 소현세자빈 민회빈 강씨의 복권 여론에도 당색을 초월하여 지지를 보내기도 했다.
1679년 다시 이조판서가 되었다. 바로 두 번 사직상소를 올려 사직을 청하였으나 허락받지 못하니 마침내 사은하였다. 그러나 얼마 뒤 다시 사직상소를 올려 체직되었다. 그 해 다시 예조판서에 임명되어 세 번 소를 올려 사직하였으나 허락받지 못하였다. 다시 두 번 사직상소를 올려 두 번째 사직소를 올린 뒤에 허락받아, 마침내 안성(安城)으로 돌아왔다.

#### 유배와 최후
1680년(숙종 6년) 경신대출척(庚申大黜陟)으로 남인이 몰락하자 허적(許積)의 할아버지 '허잠의 시호 연시연' 행사장에 참석했다는 이유로 허적의 동류로 몰려 심문당했다. 청남이었던 그는 평소 허적이 서인들을 변호하는 것을 부정적으로 평가했었다. 윤휴, 허목 등과 함께 남인 당내의 청남 파벌의 지도자였던 그가 허견의 역모 사태에 가담하거나 참여했다는 증거는 없다. 그러나 허견의 역모 사건에 연루되어 의금부에 투옥되고, 윤휴, 허목 등과 김우명 처벌을 상주하러 정청에 참여했다가, 윤휴가 정청에 명성왕후가 뛰쳐나오자 대비를 조관하라고 말한 일에 연루되어 괘씸죄가 추가되었다.
금부에서 고문당한 뒤 파직당하고, 함경북도 명천(明川)으로 유배되었다가 함경북도 길주로 이배되었으며, 다시 나이가 많다고 하여 함경남도 문천(文川)으로 이배되었다. 김수항, 민정중(閔鼎重)이 그의 비리를 캐려고 하였으나 얻은 바가 없자, 몇해 전에 올린 상소 중에 《주역》 단사를 인용한 것을 문제삼았다. 
배소에서도 학문에 전념하였고, 조경(趙絅), 허목(許穆), 윤휴, 이관징(李觀徵), 이서우, 이수경, 이원정 정지호(鄭之虎), 조위봉(趙威鳳), 안진(安縝), 정시우(鄭時羽), 한중징(韓仲澄), 조창문(趙昌門)과 자질(子姪) 등 남인계의 인사들과 서신을 주고받았다.
1683년(숙종 9년) 의정부우의정 김석주(金錫胄)가 특별히 그의 석방을 건의하여 풀어 주고자 하여 숙종이 승인하였으나 민정중의 완강한 반대로 실패하였다. 1685년 호조판서 박신규(朴信圭)가 상소를 올려 그의 석방을 주청하였으나 서인 대신들의 반대로 무산되었다. 현지 배소에서 유배생활 중 1687년(숙종 13년) 7월 27일 병을 얻어 죽었다. 저서로는 《남파문집》 13권이 있다. 바로 안성의 남파서원(南坡書院)에 제향(祭享)되었다. 당시 그의 나이 향년 82세였다.

### 사후
배소 근처에 임시 매장하였다가 고향 소촌리 마을 뒷산으로 이장했는데 안성군 유림들의 반대로, 1688년(숙종 14년) 2월 16일 시신을 옮겨 경기도 안성군 소만리 해좌(亥坐) 언덕에 장사하였고, 뒤에 안성군 안성읍 봉남동(鳳南洞) 마곡(馬谷)으로 이장하였다.
사후 문간(文簡)의 시호가 내려졌다. 1689년 2월 기사환국(己巳換局)으로 복작(復爵)되고, 1690년(숙종 16년) 9월 증 대광보국숭록대부 의정부영의정에 추증되었다. 1692년 안성군 유림들의 공의로 안성 소촌면 소현리(현, 안성군 대덕면 소현리)에 백봉서원(白峯書院, 다른 이름은 봉양서원(鳳陽書院))이 건립되어 제향되었다. 1694년 갑술환국으로 관작과 시호가 추탈되었다가 1697년 복권되었으나, 1701년 무고의 옥 때 다시 추탈되었다. 1795년(정조 19년) 10월 정조 때 가서야 최종적으로 복권된다.
그의 문집인 《남파문집》 13권은 1782년(정조 6) 그의 4대손 홍복전(洪福全)이 백봉서원(白峯書院)의 유림들의 도움으로 간행하였다. 1605년(선조 38)에 건립된 계고당(稽古堂)에도 제향되었다가 1871년(고종 8)에 서원 철폐령에 의해 철폐되었다. 그가 배향된 계고당은 건물이 해체되고, <계고당기(稽古堂記)>와 다수의 서적이 보관되었다가 흥선대원군의 친필(親筆)인 계고당 현판은 보존되고, 영정(影幀) 등은 산실 되었으나, 그 일부가 안성산업대학교 도서관(安城 産業大學校 圖書館)으로 이관되어 보존되고 있다. 그러나 서원 철거 후에도 안성군 유생들은 백봉서원 터에 단을 만들어 제사하는 봉양단(鳳陽壇)을 세우고 향사하였다.

## 저서및 작품

### 저서
- 《남파문집》 13권
- 백흑난
- 목근침설(수필)

### 작품
- 이상의신도비명(李尙毅神道碑銘)
- 윤선도신도비명
- 윤선도 시장(諡狀)
- 정묘중간남양홍씨세보서(丁卯重刊南陽洪氏世譜序)

## 평가
학문이 고명(高明)하고 성품이 직절(直節)하다 하여 파직되었을 때마다 조정에서는 서용할 것을 국왕에게 진언하였다. 안성의 백봉서원(白峰書院)에 제향되었다.
서인 당원의 평으로는 입조(立朝)할 때 발끈발끈하기 좋아하여 정직하다는 명성이 있었으나, 내면의 행동이 어긋나서 그의 인간성을 아는 사람들은 모두 취하지 않았었다는 평을 그의 졸기에 부가하여 남기기도 했다.

## 기타
그는 백흑난이라는 글을 통해 흑과 백의 대화를 통해 흑을 더럽다고 하는 백을 조롱하기도 하였다.

## 같이 보기
- 예송 논쟁
- 홍수의 변
- 허견의 옥사
- 허목
- 허적
- 윤휴
- 윤선도
- 송시열
- 송준길
- 김수항
- 민유중
- 이담명

## 참고 문헌
- 김태영, 《편역 안성기략》 (안상정 역, 새로운사람들, 2008)
- 이희준, 《계서야담》 (유화수 외 역, 국학자료원, 2003)